# Strictement personnel
Strictement personnel je francouzský hraný film z roku 1985, který režíroval Pierre Jolivet. Snímek měl světovou premiéru dne 21. srpna 1985.

## Děj
Jean Cottard žije v Lyonu. Je policejním inspektorem, ale chtěl by se stát spisovatelem. Když ho vydavatel pozve na schůzku do Paříže, chce se setkat se svou rodinou, kterou mnoho let neviděl. Nicméně zjistí, že jeho otec vyrábí umělecké padělky, mladší bratr Benoît je nezaměstnaný narkoman a sestra Heléne se pohybuje mezi prostitutkami.

## Obsazení
| Pierre Arditi        | Jean Cottard         |
| Jacques Penot        | Benoît               |
| Caroline Chaniolleau | Hélène               |
| Robert Rimbaud       | otec                 |
| Jean Reno            | detektiv Villechaize |
| Maurice Baquet       | správce              |
| Michel Fortin        | Georges Landrin      |
| Jean Bouise          | komisař              |
| François Berléand    | Gérard               |
| Valentina Vargasová  | masérka              |

## Ocenění
- César: nominace na nejlepší filmový debut (Pierre Jolivet)